# فلات قاره روسیه

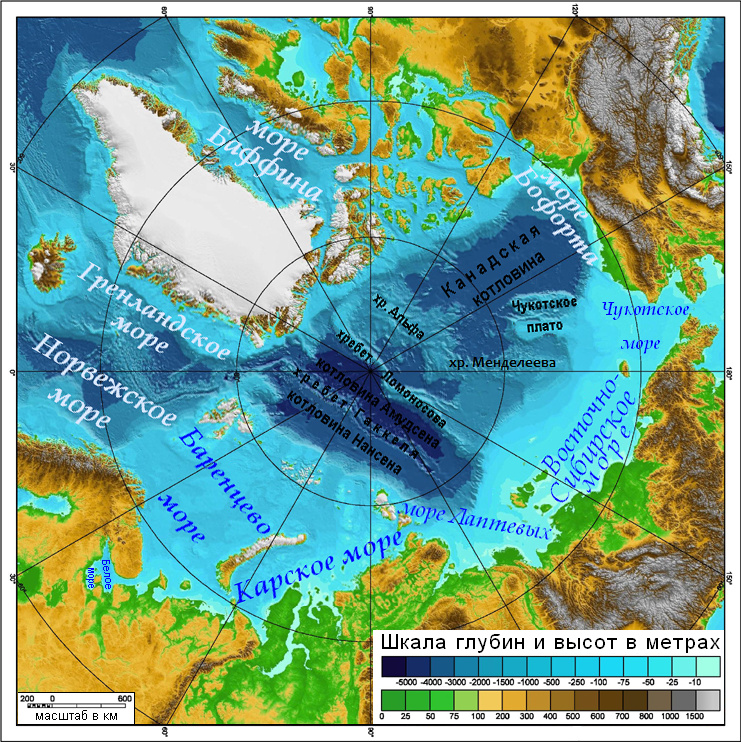
نقش برجسته کف اقیانوس منجمد شمالی

فلات قاره روسیه یا فلات قاره روسیه، فلات قاره‌ای مجاور فدراسیون روسیه است. از نظر زمین‌شناسی، وسعت فلات قاره به عنوان کل فلات قاره‌های مجاور سواحل روسیه تعریف می‌شود. با این حال، در حقوق بین‌الملل، کنوانسیون سازمان ملل متحد در مورد حقوق دریاها، به‌طور محدودتری، وسعت فلات قاره را به عنوان بستر و زیربستر مناطق زیردریایی که یک کشور بر آنها حقوق حاکمیتی اعمال می‌کند، تعریف می‌کند.
فلات قاره سیبری در اقیانوس منجمد شمالی بزرگ‌ترین (و کمتر کاوش شده) فلات قاره روسیه است، منطقه‌ای که به دلیل ذخایر نفت و گاز طبیعی از اهمیت استراتژیک برخوردار است. سایر بخش‌های فلات قاره روسیه معمولاً به نام دریاهای مربوطه نامگذاری می‌شوند: فلات قاره بارنتز (فلات دریای بارنتز)، فلات قاره چوکچی (فلات دریای چوکچی) و غیره. به استثنای دریاهای داخلی روسیه، این فلات‌های زمین‌شناسی با سایر کشورهایی که دریاهای مربوطه را دارند، مشترک هستند. به عنوان مثال، فلات قاره چوکچی طبق مرز دریایی ایالات متحده و اتحاد جماهیر شوروی در سال ۱۹۹۰ بین روسیه و ایالات متحده مشترک است.

## ادعای تمدید سال ۲۰۰۱
در ۲۰ دسامبر ۲۰۰۱، روسیه طبق کنوانسیون سازمان ملل متحد در مورد حقوق دریاها (ماده ۷۶، بند ۸)، درخواست رسمی خود را به کمیسیون مرزهای فلات قاره سازمان ملل ارائه داد. در این سند، پیشنهاد شده است که مرزهای بیرونی جدیدی برای فلات قاره روسیه فراتر از منطقه قبلی ۲۰۰ مایل دریایی (۳۷۰) تعیین شود. کیلومتر)، اما در بخش قطب شمال روسیه. سرزمینی که روسیه در این درخواست ادعا کرده است، بخش بزرگی از قطب شمال در بخش روسیه است که تا قطب شمال امتداد دارد. یکی از استدلال‌ها این بود که بخش شرقی رشته‌کوه لومونوسوف، یک رشته‌کوه زیرآبی که در سراسر حوضه قطبی امتداد دارد، و رشته‌کوه مندلیف امتداد قاره اوراسیا هستند. در سال ۲۰۰۲، کمیسیون سازمان ملل متحد از روسیه درخواست کرد که شواهد علمی بیشتری را در حمایت از ادعای خود ارائه دهد.

### تحقیقات تکمیلی
تحقیقات بیشتر برای ادعای روسیه در طول سال‌های – به عنوان بخشی از برنامه روسیه برای سال بین‌المللی قطبی برنامه‌ریزی شده بود. این برنامه ساختار و تکامل پوسته زمین را در مناطق قطبی مجاور اوراسیا، مانند مناطق پشته مندلیف، پشته آلفا و پشته لومونوسوف، بررسی کرد تا دریابد که آیا آنها با فلات سیبری مرتبط هستند یا خیر. ابزارهای اصلی تحقیق در طول این سفر اکتشافی، کشتی تحقیقاتی آکادمیک فدوروف، یخ‌شکن هسته‌ای روسیه با دو هلیکوپتر و دستگاه‌های کاوشگر زمین‌شناسی و هواپیمای ایل-۱۸ با دستگاه‌های گرانشی بود.
در ژوئن ۲۰۰۷، گروهی متشکل از ۵۰ دانشمند روسی از یک سفر اکتشافی شش هفته‌ای به روسیه بازگشتند و با این خبر که رشته‌کوه لومونوسوف به قلمرو فدراسیون روسیه متصل است، از ادعای روسیه بر این مثلث غنی از نفت و گاز حمایت کردند. دانشمندان گفتند که این قلمرو حاوی ۱۰ میلیارد تن ذخایر گاز و نفت است. سپس ولادیمیر پوتین، رئیس‌جمهور روسیه، از این اطلاعات برای تکرار ادعای سال ۲۰۰۱ روسیه استفاده کرد. 
در ۲ آگوست ۲۰۰۷، کاوشگران روسی با یک زیردریایی، پرچم ملی را در کف دریا، زیر قطب شمال، به نشانهٔ حمایت نمادین از ادعای سال ۲۰۰۱، نصب کردند. یک بازوی مکانیکی، یک پرچم تیتانیومی ضد زنگ مخصوص را در عمق ۴٬۲۶۱ متر (۱۳٬۹۸۰ فوت) در کف دریا در قطب شمال فرو انداخت. .

### واکنش‌های بین‌المللی
در واکنش به اقدام روسیه در نصب پرچم ملی در بستر دریا در قطب شمال، پیتر مک‌کی، وزیر امور خارجه کانادا، گفت: «این قرن پانزدهم نیست. شما نمی‌توانید به دور دنیا بروید و فقط پرچم‌ها را نصب کنید و بگویید 'ما ادعای مالکیت این قلمرو را داریم'». در پاسخ به این سخنان، سرگئی لاوروف، وزیر امور خارجه فدراسیون روسیه، اظهار داشت: «من از اظهارات همتای کانادایی‌ام مبنی بر اینکه ما در حال نصب پرچم در اطراف هستیم، شگفت‌زده شدم. ما پرچم‌ها را به اطراف پرتاب نمی‌کنیم. ما فقط کاری را انجام می‌دهیم که سایر کاشفان انجام دادند. هدف از این سفر اکتشافی به خطر انداختن هیچ حقی از روسیه نیست، بلکه اثبات این است که فلات قاره ما تا قطب شمال و فراتر از آن امتداد دارد.»

### نتایج تحقیقات
در ۴ آگوست ۲۰۱۵، روسیه داده‌های بیشتری را در حمایت از پیشنهاد خود، شامل استدلال‌های جدید مبتنی بر «داده‌های علمی فراوان جمع‌آوری‌شده در سال‌ها تحقیقات قطب شمال»، برای سرزمین‌های قطب شمال به سازمان ملل متحد ارائه کرد. روسیه از طریق این پیشنهاد، ۱٫۲ میلیون کیلومتر مربع (بیش از ۴۶۳۰۰۰ مایل مربع) از فلات دریای قطب شمال را که بیش از ۳۵۰ مایل دریایی (حدود ۶۵۰ کیلومتر) از ساحل امتداد دارد، ادعا می‌کند.
در ۹ فوریه ۲۰۱۶، روسیه رسماً درخواست تجدیدنظر شده‌ای را به همراه شواهد مستدلی از ادعاهای مالکیت بر بستر اقیانوس منجمد شمالی، از جمله منطقه‌ای در زیر قطب شمال، به سازمان ملل متحد ارائه کرد.
پایه شواهد این برنامه شامل شواهد زمین‌شناسی و ژئوفیزیک از نه سفر علمی روسیه است. این سفرها توسط وزارت منابع طبیعی و حفاظت از محیط زیست با همکاری وزارت دفاع و آکادمی علوم روسیه انجام شده است. لازم است ذکر شود که این سفرها توسط یخ‌شکن‌های علمی و زیردریایی‌ها انجام شده است. علاوه بر این، یک دفتر زمین‌شناسی، جمع‌آوری عمق‌سنج چند پرتوی عمق‌سنجی، اکتشاف لرزه‌ای یکپارچه، اندازه‌گیری‌های ژئوفیزیکی هوایی و نمونه‌برداری زمین‌شناسی از ساختارهای اصلی حوضه‌های آمرآسیا و اوراسیا را انجام داده است. در طول این کار، محققان از یک فناوری منحصر به فرد که به‌طور ویژه برای شرایط دشوار یخ طراحی شده است، استفاده کردند. کشتی تحقیقاتی یخ‌شکن آکادمیک فدوروف به‌طور خاص برای عملیات لرزه‌نگاری در یخ با ضخامت تا سه متر بازسازی شد.
توجیه ادعای روسیه با پیوستگی اندازه رسوبی، عناصر کمپلکس قاعده‌ای، و همچنین پیوستگی و ثبات کلی لایه‌های عمیق پوسته زمین و عدم وجود گسل‌های عرضی امتدادلغز در محل اتصال پشته لومونوسوف و قاره اوراسیا تأیید می‌شود.
تمام داده‌های جمع‌آوری‌شده، ویژگی قاره‌ای پشته لومونوسوف، ارتفاعات مندلیف-آلفا، فلات چوکوتکا و همچنین امتداد مداوم این عناصر از فلات کم‌عمق اوراسیا را نشان می‌دهند.
در ۹ آگوست ۲۰۱۶، تمام این شواهد در نیویورک در چهل و یکمین جلسه کمیسیون سازمان ملل متحد در مورد مرزهای فلات قاره (CLCS) ارائه شد. 